# Zafar al-Kabir
Zafar al-Kabir (tiếng Ả Rập: زفر الكبير) là một ngôi làng Syria nằm ở Abu al-Duhur Nahiyah ở huyện Idlib, Idlib. Theo Cục Thống kê Trung ương Syria (CBS), Zafar al-Kabir có dân số 444 trong cuộc điều tra dân số năm 2004.